# Oenopides (cráter)

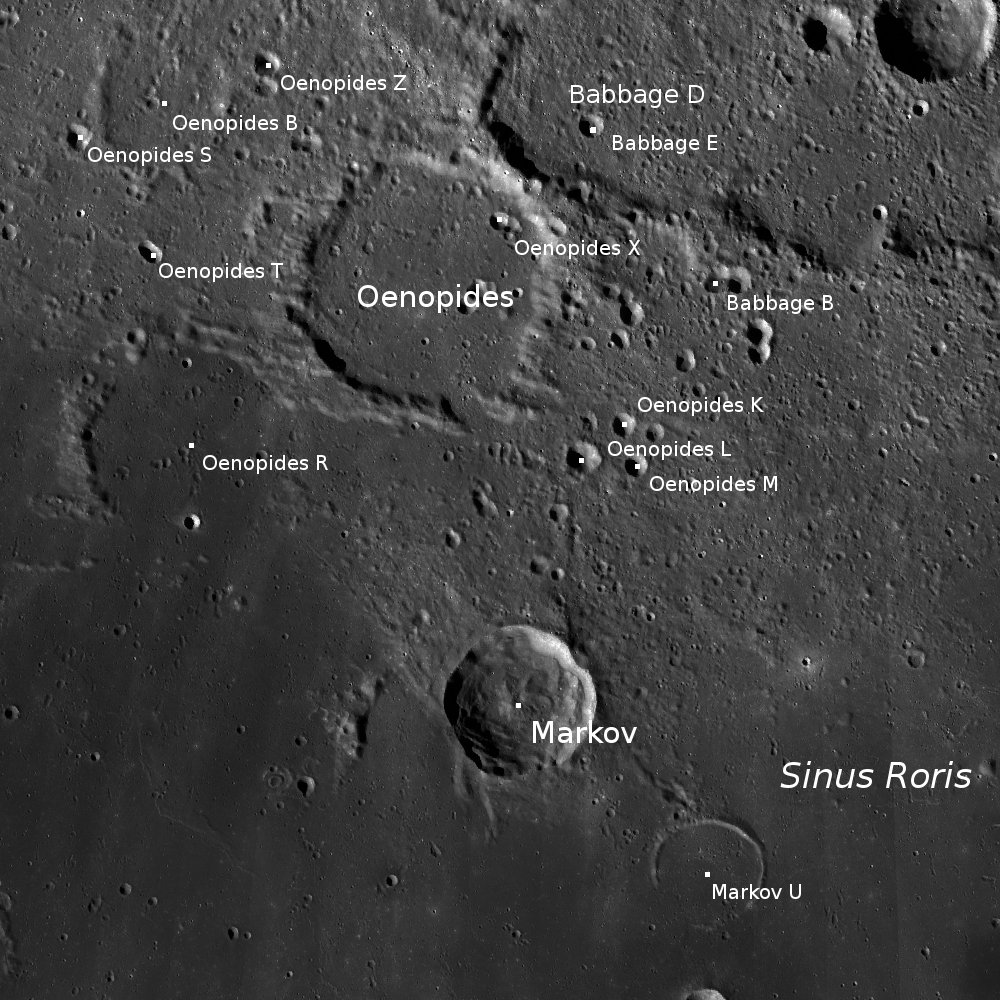
Entorno de Oenopides

Oenopides es un cráter de impacto que se encuentra cerca del terminador noroeste de la Luna, y por lo tanto aparece escorzado cuando se ve desde la Tierra. Esta formación se encuentra al sur del prominente cráter Pythagoras, y está unida al borde suroeste de Babbage E. El borde suroeste de Oenopides es parte del borde norte del Oceanus Procellarum. Al sur se halla Markov.
|  |

Esta formación es un antiguo cráter que ha sido fuertemente erosionado por impactos posteriores, dejando un borde exterior bajo que es generalmente montañoso y contiene algunas hendiduras. Presenta una brecha en el borde suroriental, y el nivel interior está unido al mar lunar al sur. Varios pequeños cráteres situados cerca del borde oriental marcan su superficie, y el resto del suelo está señalado por pequeños cráteres.
Al sudoeste se encuentra el remanente de Oenopides R, del que solo algunas partes del borde sobresalen por encima de la superficie, con el sector sur del completamente desaparecido.

## Cráteres satélite

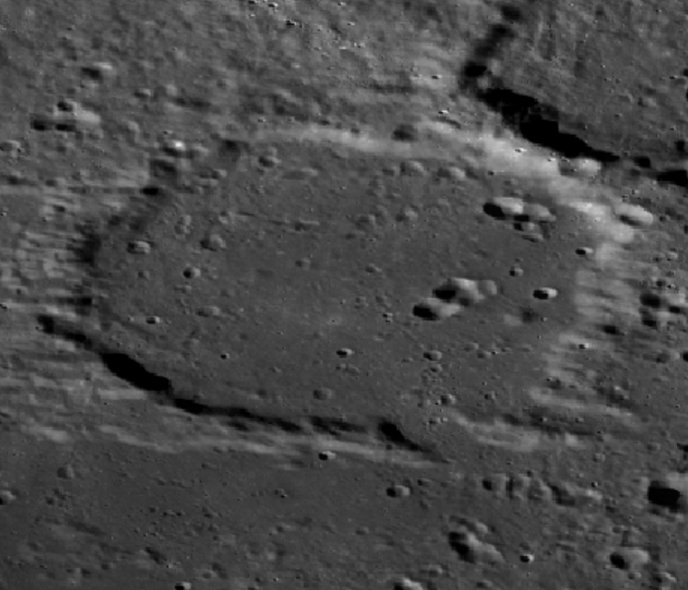
Fotografía de la misión
Lunar Reconnaissance Orbiter

Por convención estos elementos son identificados en los mapas lunares poniendo la letra en el lado del punto medio del cráter que está más cercano a Oenopides.
|           | \| Oenopides \| Coordenadas \| Diámetro \| \| --------- \| ----------------------------- \| -------- \| \| B \| 58°30′N 68°36′O / 58.5, -68.6 \| 34 km \| \| K \| 55°48′N 61°12′O / 55.8, -61.2 \| 6 km \| \| L \| 55°30′N 61°54′O / 55.5, -61.9 \| 10 km \| \| M \| 55°30′N 61°06′O / 55.5, -61.1 \| 6 km \| \| R \| 55°36′N 67°54′O / 55.6, -67.9 \| 56 km \| \| S \| 58°06′N 69°54′O / 58.1, -69.9 \| 7 km \| \| T \| 57°12′N 68°54′O / 57.2, -68.9 \| 8 km \| \| X \| 57°30′N 62°24′O / 57.5, -62.4 \| 5 km \| \| Y \| 57°00′N 63°18′O / 57.0, -63.3 \| 6 km \| \| Z \| 58°54′N 67°00′O / 58.9, -67.0 \| 7 km \| |          |
| Oenopides | Coordenadas | Diámetro |
| B         | 58°30′N 68°36′O / 58.5, -68.6 | 34 km    |
| K         | 55°48′N 61°12′O / 55.8, -61.2 | 6 km     |
| L         | 55°30′N 61°54′O / 55.5, -61.9 | 10 km    |
| M         | 55°30′N 61°06′O / 55.5, -61.1 | 6 km     |
| R         | 55°36′N 67°54′O / 55.6, -67.9 | 56 km    |
| S         | 58°06′N 69°54′O / 58.1, -69.9 | 7 km     |
| T         | 57°12′N 68°54′O / 57.2, -68.9 | 8 km     |
| X         | 57°30′N 62°24′O / 57.5, -62.4 | 5 km     |
| Y         | 57°00′N 63°18′O / 57.0, -63.3 | 6 km     |
| Z         | 58°54′N 67°00′O / 58.9, -67.0 | 7 km     |